# Samuel Takyi
Samuel Takyi (Acra, 23 de diciembre de 2000) es un deportista ghanés que compite en boxeo. Participó en los Juegos Olímpicos de Tokio 2020, obteniendo una medalla de bronce en el peso mosca.

## Palmarés internacional
| Juegos Olímpicos | Juegos Olímpicos | Juegos Olímpicos  | Juegos Olímpicos |
| Año              | Lugar            | Medalla           | Categoría        |
| ---------------- | ---------------- | ----------------- | ---------------- |
| 2020             | Tokio (Japón)    | Medalla de bronce | 57 kg            |